# Nowosolna
Nowosolna è un comune rurale polacco del distretto di Łódź Est, nel voivodato di Łódź.
Ricopre una superficie di 53,98 km² e nel 2004 contava 3 579 abitanti.